# Codariocalyx motorius
La planta del telégrafo o planta del semáforo (Codariocalyx motorius,  sinónimo: Desmodium motorium (Houtt.) Merril.) es un arbusto perteneciente a la familia de las fabáceas.

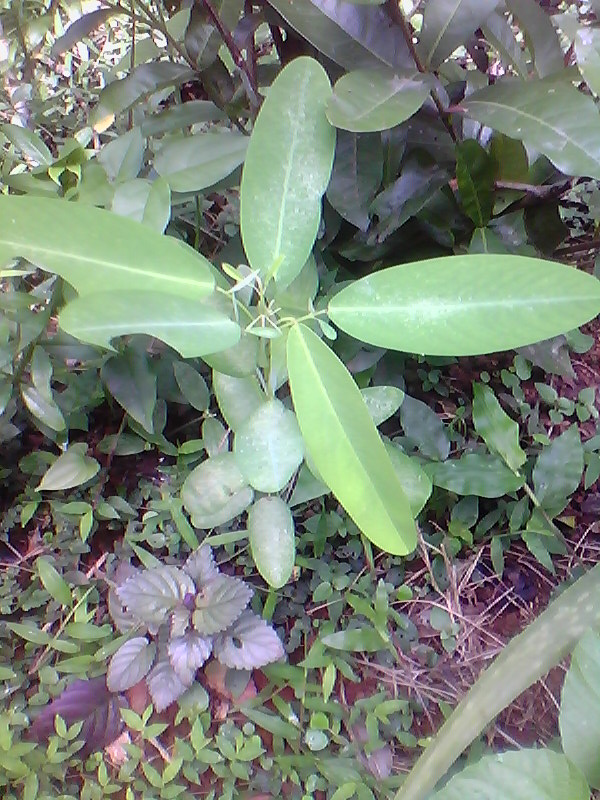
Vista de la planta

## Distribución
Es nativa  del Asia tropical. El hábitat nativo de esta planta se distribuye por Bangladés, Bután, Camboya, China, India, Indonesia, Laos, Malasia, Birmania, Nepal, Pakistán, Sri Lanka, Taiwán, Tailandia y Vietnam.

## Descripción
Es conocida porque mueven lentamente sus prospectos laterales que rotan arriba y abajo cada tres o cinco minutos.
Esta es una de las plantas capaces de movimientos rápidos, otras son la Mimosa pudica y la dionea atrapamoscas.
Charles Darwin en 1880 publicó su trabajo La energía del movimiento en plantas, donde describe esta planta detalladamente.
Tiene flores pequeñas de color púrpura.

## Propiedades
La planta contiene el alcaloide triptamina en hojas, tallo y raíz.

## Taxonomía
Codariocalyx motorius fue descrita por (Houtt.) H.Ohashi   y publicado en Journal of Japanese Botany 40(12): 367–368. 1965
Sinonimia
- Codariocalyx motorius (Houtt.) H.Ohashi
- Codariocalyx gyrans (L.f.) Hassk.
- Desmodium gyrans (L.) DC.
- Desmodium gyrans (L.f.) DC.
- Desmodium gyrans var. roylei (Wight & Arn.) Baker
- Desmodium motorium (Houtt.) Merr.
- Desmodium roylei Wight & Arn.
- Hedysarum gyrans L.f.
- Hedysarum motorium Houtt.
- Hedysarum motorius Houtt.
- Meibomia gyrans (L.f.) Kuntze[2]